# Phengaris alcon
Phengaris alcon (sin. Maculinea alcon) es una mariposa de la familia Lycaenidae que puede ser encontrada en Europa y Asia septentrional. Puede ser vista durante el verano. Como otras especies de Lycaenidae, en su estadio larvario (oruga) depende del apoyo de ciertas hormigas; como tal es designada como una especie mirmecófila, un ejemplo de coevolución.

## Ciclo de vida

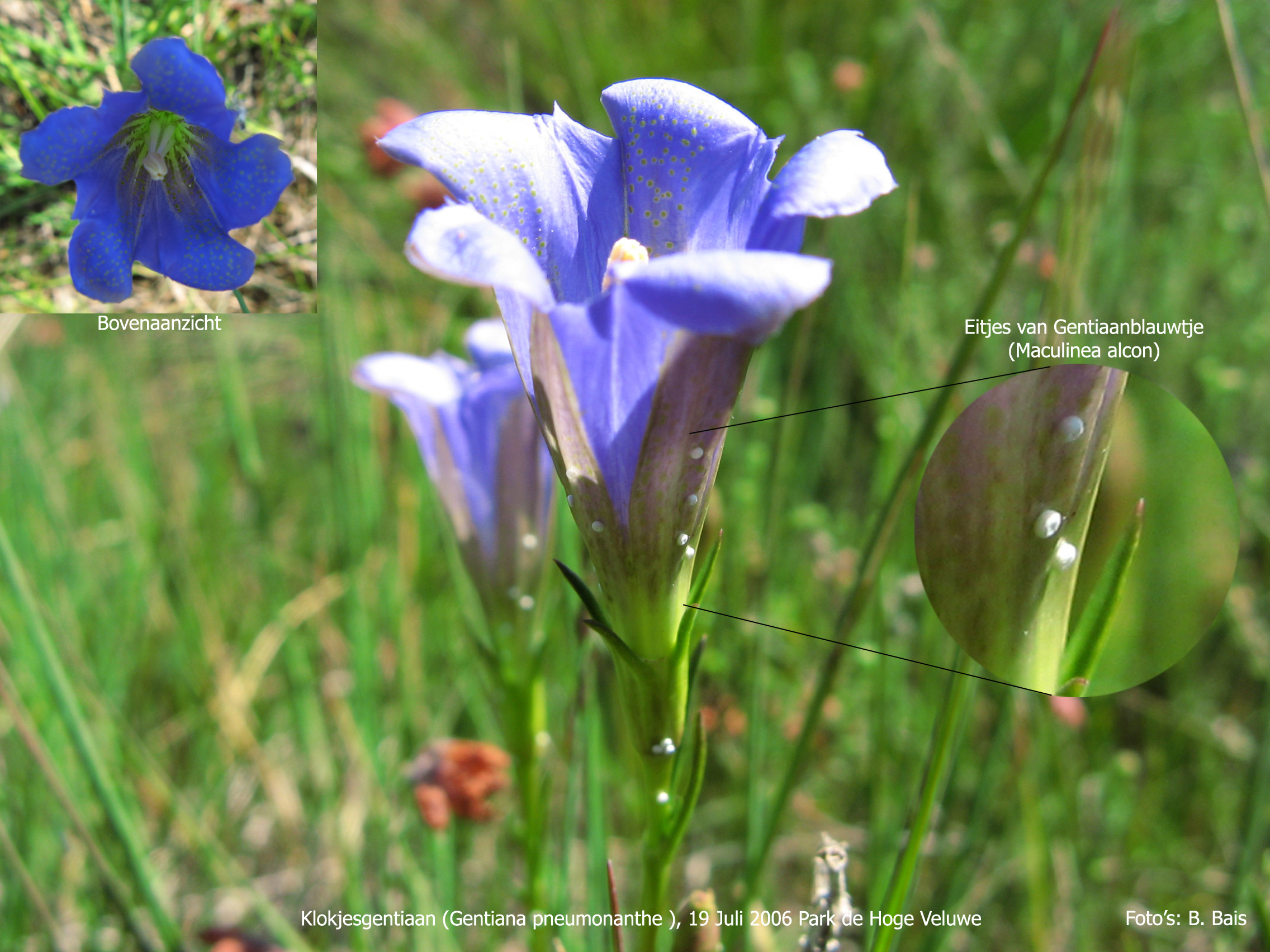
Huevos de Phengaris alcon en Gentiana pneumonanthe

Esta mariposa deposita sus huevos en la genciana de turbera (Gentiana pneumonanthe); en la región de los Alpes son a veces encontrados en Gentiana asclepiadea. Las orugas no comen otras plantas.
Las larvas abandonan la planta después de crecer suficientemente (4º estadio) y aguardan en el suelo hasta ser encontradas por determinadas hormigas. Las larvas emiten químicos superficiales (alelomonas) muy semejantes a las de las larvas de las hormigas, lo que induce a las hormigas a transportar las larvas de la mariposa al interior de sus hormigueros, colocándolas juntamente con sus larvas; allí son alimentadas por las hormigas obreras mientras que la hormiguera devora las larvas de las hormigas.
Cuando la larva de la mariposa está totalmente desarrollada se transforma en pupa. Cuando el adulto emerge tiene que emprender la fuga del nido de hormigas. Estas reconocen la mariposa como un intruso, pero cuando tratan de atacarla con sus mandíbulas no consiguen agarrarla pues la mariposa posee una capa espesa de escamas que se sueltan fácilmente.

## Parasitismo y predadores
Con el tiempo, algunas colonias de hormigas parasitadas de esta forma, alteran ligeramente las alelomonas de las larvas como forma de defensa, llevando a una "carrera de armas" evolucionaria entre las dos especies.
De un modo general, las especies de Lycanidae que tienen una relación mirmecófila con las hormigas del género Myrmica presentan especificidad de hospederas. Phengaris alcon es diferente en este aspecto pues usa diferentes especies de hormigas hospederas en diferentes regiones de Europa. Entre ellas se encuentran Myrmica scabrinodis, Myrmica ruginodis, y Myrmica rubra.
Las larvas de Phengaris son buscadas bajo el suelo por la avispa parasitoide Ichneumon eumerus. Al detectar una larva de la Maculinea, la avispa entra en el nido y dispersa una feromona que hace que las hormigas del nido se ataquen mutuamente. En la confusión resultante, la avispa localiza la larva de la mariposa y la inyecta con sus propios huevos. En el estadio de pupa de la mariposa, los huevos de avispa eclosionan y las larvas se alimentan de la pupa desde su interior.

## Taxonomía
Hay cinco subespecies:
- P. a. alcon (Europa Central)
- P. a. jeniseiensis  (Shjeljuzhko, 1928)  (sur de Siberia)
- P. a. sevastos  Rebel & Zerny, 1931  (Cárpatos)
- P. a. xerophila  Berger, 1946  (Europa Central)
- †  P.  a.  arenaria (Holanda)

Ha habido controversia sobre si Phengaris rebeli, actualmente considerado como un ecotipo dentro de los Alcons, debería incluirse como una especie separada.  Los dos tipos son morfológicamente indistinguibles y el análisis molecular ha revelado poca diferencia genética, principalmente atribuible a la adaptación localizada del hábitat. Aun así, algunos sostienen que  deben ser tratadas como especies distintas, especialmente con fines de conservación, porque parasitan diferentes colonias de hormigas hospedadoras y parasitan estas hormigas a diferentes velocidades, y también dependen de diferentes especies de plantas hospedadoras (Gentiana pneumonanthe en el caso de Phengaris alcon y Gentiana cruciata en el caso de Phengaris rebeli).